# Sylvie Meloux
Sylvie Meloux (22 de enero de 1970) es una deportista francesa que compitió en judo. Ganó tres medallas en el Campeonato Europeo de Judo entre los años 1994 y 1997.

## Palmarés internacional
| Campeonato Europeo | Campeonato Europeo       | Campeonato Europeo | Campeonato Europeo |
| Año                | Lugar                    | Medalla            | Categoría          |
| ------------------ | ------------------------ | ------------------ | ------------------ |
| 1994               | Gdańsk (Polonia)         | Medalla de plata   | –48 kg             |
| 1995               | Birmingham (Reino Unido) | Medalla de plata   | –48 kg             |
| 1997               | Ostende (Bélgica)        | Medalla de oro     | –48 kg             |